# 維拉瓦萊里奧

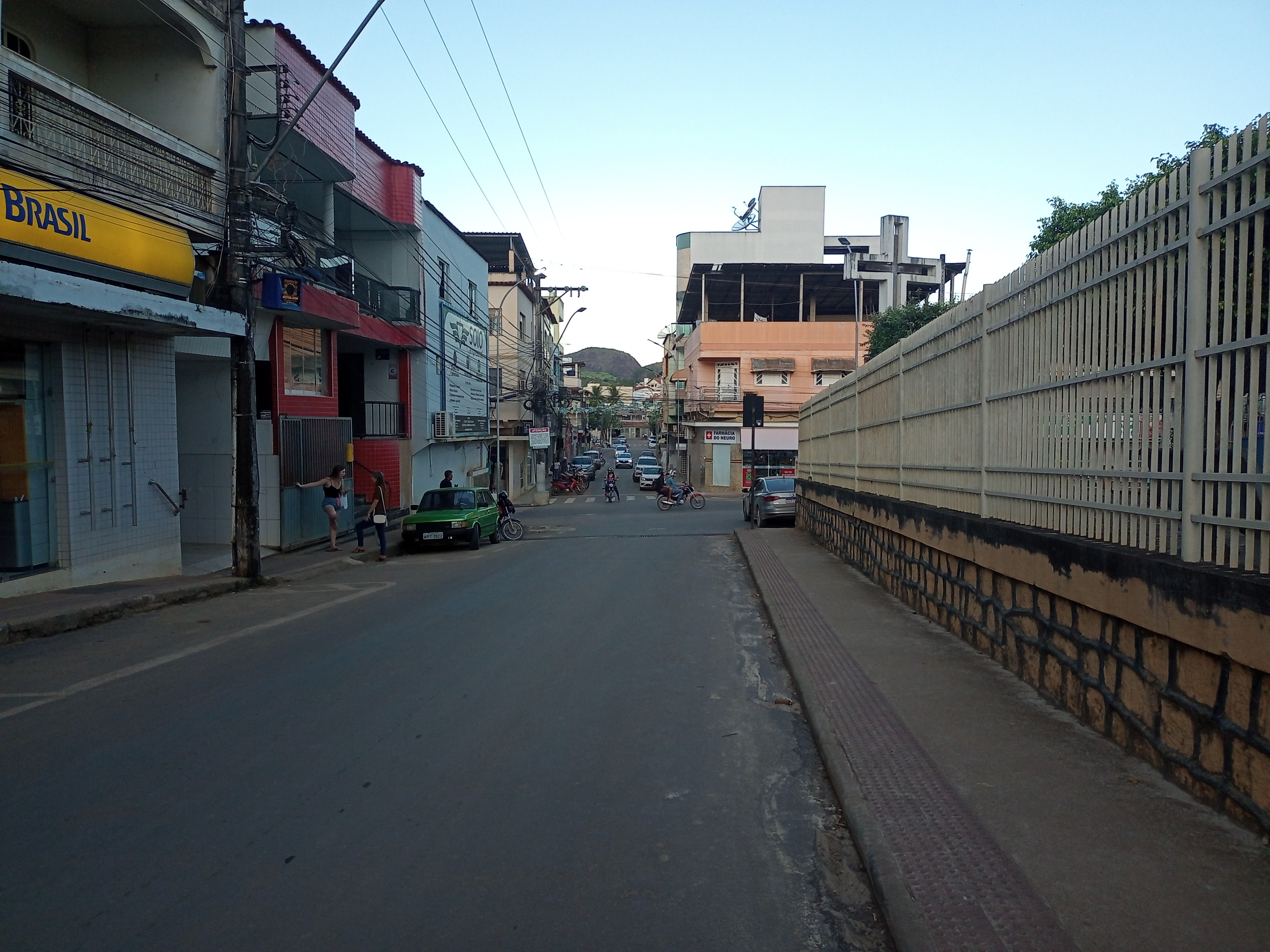
維拉瓦萊里奧

18°59′52″S 40°23′20″W / 18.99778°S 40.38889°W
維拉瓦萊里奧（葡萄牙語：Vila Valério），是巴西的城鎮，位於該國東南部，由聖埃斯皮里圖州負責管轄，始建於1994年3月25日，面積464.35平方公里，海拔高度140米，2010年人口13,830，人口密度每平方公里29.78人。